# Akadeemia tänav (Pärnu)
La rue de l'académie (estonien : Akadeemia tänav) est une rue de Pärnu en Estonie.

## Situation et accès
La rue de l'académie traverse le quartier Kesklinn.
Elle va de du carrefour où Lai tänav, Vee tänav et Tallinna maantee se rencontrent (au début du pont de Kesklinn) jusqu'à la rue Lõuna tänav.
La rue longe le parc Vaasa et le parc Jakobson.
La rue mesure environ 537 mètres.

## Bâtiments remarquables et lieux de mémoire

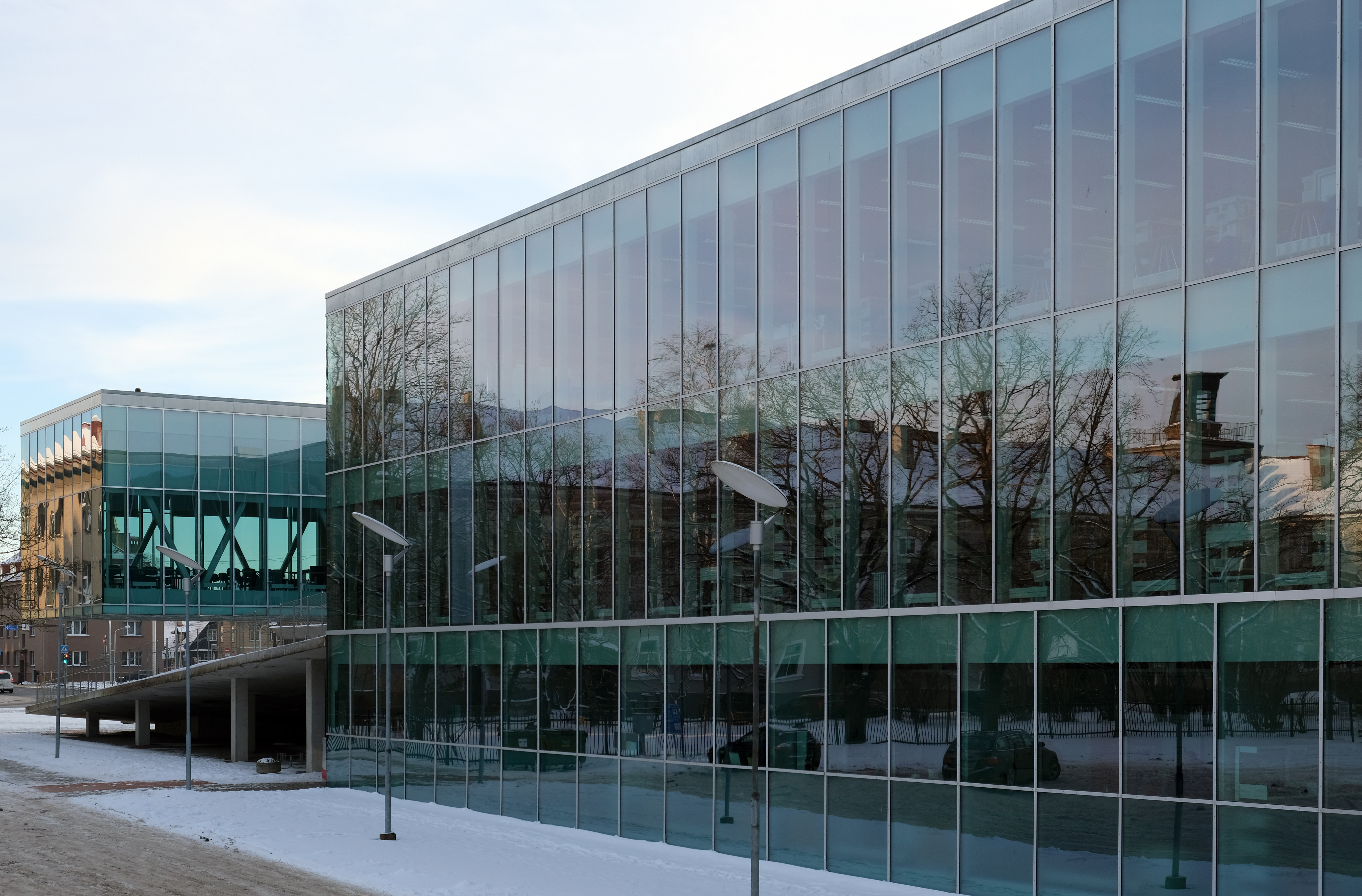
Akadeemia 3,  Bibliothèque centrale
Akadeemia 7, Ancien bureau de poste
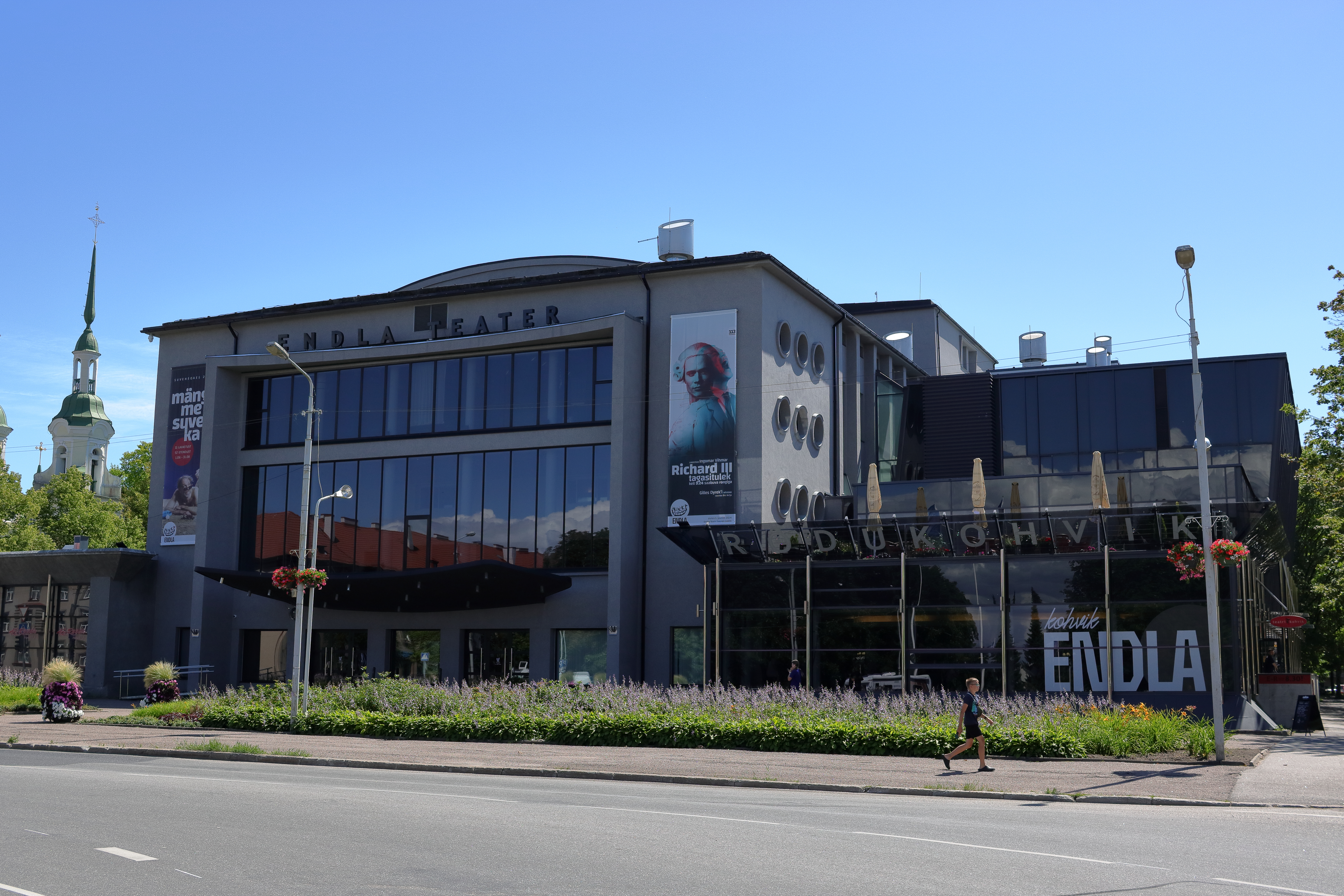
Théâtre Endla.